# Öffi (Software)
Öffi ist eine Applikation für mobile Endgeräte (Mobile App), die Informationen zu Fahrplänen des öffentlichen Personenverkehrs über ein Front-End bereitstellt und eine Routenplanung ermöglicht. Es werden drei Grundaufgaben angeboten: orts- und zeitspezifische Verbindungsplanung, Anzeige der Abfahrtszeiten von Haltestellen in der Umgebung und Einsicht in die Netzpläne der unterstützten Verkehrsnetze. Zur Nutzung ist eine Internetverbindung erforderlich. Die App unterstützt Android und steht kostenlos zur Verfügung.

## Entwicklung
Die Software wird von Andreas Schildbach entwickelt. Der Entwickler nannte für die Software das Ziel, „Autofahrer für Bus und Bahn zu begeistern, indem er ein Programm (App) für das Handy entwickelte, das einem zu jeder Zeit die nächstgelegene Haltestelle anzeigt“. Die erste Version wurde am 22. Januar 2010 veröffentlicht, mit Berlin als erster berücksichtigter Großstadt. Aufgrund des dortigen Erfolgs wurden stetig weitere Verkehrsnetze von Großstädten und Agglomerationen in Deutschland, der Schweiz, Österreich, Irland, dem Vereinigten Königreich und Skandinavien sowie in den Vereinigten Staaten und Australien hinzugefügt.
Die Öffi-Applikation unterstützt 75 Regionen in 17 Ländern und wurde 5 Millionen Mal heruntergeladen. Sie bietet die Integration von Echtzeitinformationen an, wodurch auch Verspätungen im Regional- und Fernverkehr einbezogen werden.
Ab 6. Juli 2018 war die App nicht mehr auf Google Play verfügbar. Google habe gegenüber dem Entwickler diese Entscheidung mit einem einzigen Wort begründet: „Payment“. Da die App jedoch kostenlos zur Verfügung steht, soll der Entwickler bereits eine Beschwerde eingereicht haben. Die App bzw. die apk-Datei kann auf der Webseite des Entwicklers weiterhin heruntergeladen werden. Nach einer entsprechenden Petition veröffentlichte der Entwickler den Quellcode der App am 16. Juli 2018 auf GitLab und machte die App damit open-source. Außerdem fügte er diese App gleichzeitig dem offiziellen F-Droid-Repository hinzu, wodurch die App jetzt in der F-Droid-App downloadbar ist. Vorher konnte sie in F-Droid nur mit einem manuell hinzugefügten (Binär-)Repository des Entwicklers heruntergeladen werden. Nachdem die App angepasst wurde, war sie ab dem 2. September 2018 wieder im Play Store verfügbar.
Seit Juli 2025 ist die App nicht mehr auf Google Play verfügbar. Die App gibt es weiterhin im offiziellen F-Droid-Repository oder als Download auf der offiziellen Seite des Entwicklers.

## Funktionen
Über die Umkreissuche lassen sich Haltestellen in der Nähe der aktuellen Position anzeigen, von welchen die Abfahrtzeiten der nächsten Verkehrsmittel abgerufen werden. Nach Eingabe der Fahrtwunschdetails lassen sich grafisch die Umsteigevarianten der folgenden Verbindungsmöglichkeiten des angegebenen Fahrtwunsches als Ablaufdiagramm anzeigen und unkompliziert als Liste aufrufen. Hierbei kann Öffi die aktuelle Position auf einer Karte und in der Haltestellenliste des Fahrtwunsches anzeigen. Gleichzeitig wird in der Liste farblich hinterlegt, wo das Verkehrsmittel sich nach Plan befinden müsste.

## Integration mit anderen Anwendungen
Die Google-Play-Version von Öffi integriert Funktionen von Google Maps und Google Street View, um Haltestellen und deren Umgebung auf einer Karte anzuzeigen. Die Fuß-Navigation erfolgt mit Hilfe von Google Maps Navigation. In der AOSP-Version wird auch auf andere Anbieter von Karten wie OsmAnd (und damit OpenStreetMap) zurückgegriffen.
Es ist mit Öffi möglich, direkt von den Kontakten oder Adressen im Kalender aus eine Verbindung zum Ziel abzurufen und diese als Termin im Kalender einzutragen (hierbei werden Details zum Umsteigen in die Notizen des Termins übernommen).

## Integration mit anderen Routenplanern
Zur weltweiten Verbreitung von Öffi hat beigetragen, dass die Darstellung für alle Nahverkehrsnetze weitgehend identisch ist, die darunterliegende Routenplanung mit ihrer Datenbasis jedoch regional verschieden sein kann. Dies basiert auf einer offengelegten Schnittstelle, für die Drittentwickler ein Modul für eine spezielle elektronischen Fahrplanauskunft schreiben können. Das jeweils genutzte Auskunftssystem kann in der App unter „Verkehrsnetz“ gewechselt werden.
In Deutschland verwenden die meisten Nahverkehrsanbieter die Routenplanung HAFAS. Die von ihnen vertriebenen Apps sind bei der Verbindungsauskunft weitgehend identisch gestaltet, werden jedoch je nach Anbieter verschieden bezeichnet und als separate App vertrieben (BVG Fahrinfo / Berlin, VBB Fahrinfo / Brandenburg, MVG Fahrinfo / München, HVV Fahrinfo / Hamburg). Die Verbindungsauskunft von Öffi wurde über Module auf diese Auskunftssysteme angepasst, sodass in den meisten Regionen die Ergebnisse von Öffi identisch mit der jeweils regionalen Fahrinfo-App sind.

## Mediale Beachtung
Die App wurde mehrfach in Fachzeitschriften besprochen, wobei der Tenor positiv ist.
CHIP Online zieht beispielsweise folgendes Fazit: „‚Öffi – ÖPNV Auskunft‘ ist eine funktionsreiche App, die keine Wünsche offen lässt. Und da sie für 16 verschiedene Länder gilt, kommen Sie damit auch beim nächsten City-Trip gut ans Ziel.“
CNET resümiert: „Wer viel unterwegs ist und dabei häufig auf die Bahn und den ÖPNV setzt, bekommt mit Öffi DE/CH/Berlin/FFM/Munich eine hilfreiche App, mit der er nur selten auf der Strecke bleibt. Nur das Ticket muss sich der Nutzer noch selbst kaufen.“
Focus Online meint: „Die normale Fahrplansuche absolviert Öffi mit Bravour.“